# 布桑加巴蟾
布桑加巴蟾（学名：Barbourula busuangensis）是两栖纲无尾目铃蟾科巴蟾属的一种，分布于菲律宾，为菲律宾的特有种。生活在潮湿地带，目前其栖息地正在受到威胁。巴蟾属的另一种加都巴蟾分布于印度尼西亚的婆罗洲，也是濒危物种。
1. ↑  IUCN SSC Amphibian Specialist Group. . The IUCN Red List of Threatened Species. 2018, 2018: e.T23900A58474888. doi:10.2305/IUCN.UK.2018-2.RLTS.T23900A58474888.en .